# Joachim Christian Timm (Husar)

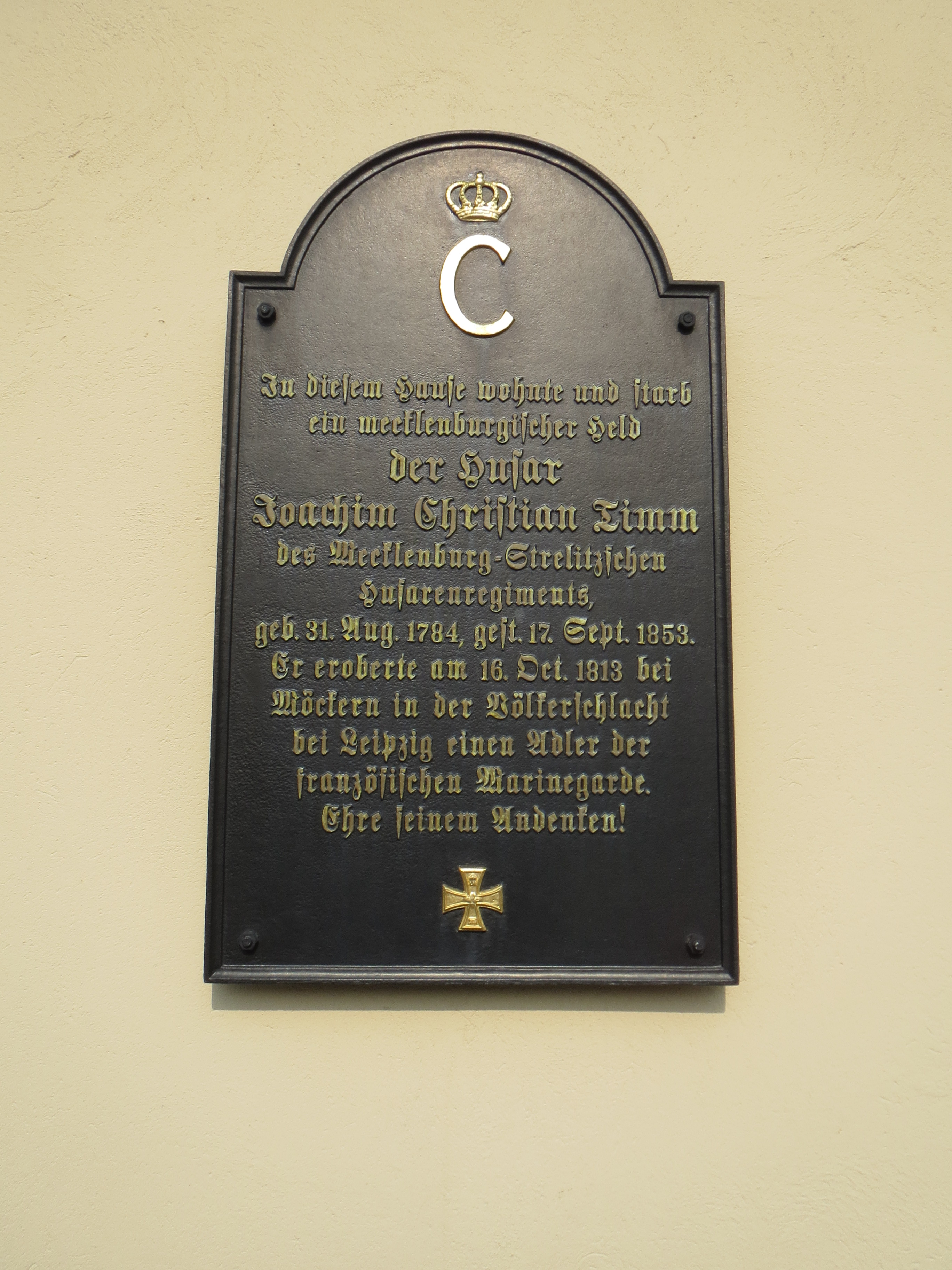
Gedenktafel in Neustrelitz

Joachim Christian Timm (* 31. August 1784 in Tornow; † 17. September 1853 in Neustrelitz) war ein mecklenburg-strelitzscher Husar in den Befreiungskriegen, der sich durch die Erbeutung eines französischen Feldzeichens in der Völkerschlacht von Leipzig auszeichnete.

## Leben
Timm war der Sohn eines Landarbeiters und trat um 1800 in das preußische Heer ein, wo er im Leibhusaren-Regiment von Rudorff diente. Er nahm an der Schlacht von Jena und Auerstädt teil. Auf dem Rückzug wurde er bei Crivitz  durch einen Schuss in den Mund verwundet.
Er meldete sich bei der Aufstellung des Mecklenburg-Strelitzisches Husaren-Regiments am 30. März 1813 als Freiwilliger wieder zum Dienst und wurde dem Befehlshaber Friedrich Wilhelm von Warburg als Ordonnanz zugeordnet. Er nahm mit dem Regiment an den Gefechten von Löwenberg (21. August) und bei Goldberg (23. August) sowie an der Schlacht an der Katzbach (26. August) teil. Am 3. Oktober überquerte das Regiment in der Schlacht bei Wartenburg die Elbe und zeichnete sich besonders aus. Timm verlor in dieser Schlacht sein Pferd und wurde leicht verwundet.
Am 16. Oktober kam das Regiment in der Völkerschlacht von Leipzig bei Möckern zum Einsatz. Hier befand sich Timm nach einem Sturmangriff inmitten der etwa 600 Franzosen. Er bemerkte in dem Durcheinander, wie zwei französische Offiziere sich der Gefangennahme durch Flucht entziehen wollten und verfolgte sie. Nachdem er den einen verwundet hatte, erreichte er den zweiten, besiegte ihn im Zweikampf und erbeutete so die von diesem Franzosen unter dessen Kleidung versteckte Standarte.
Während die Geschichtsschreibung des Regiments das Feldzeichen der Garde impériale zuordnete, die aber in Möckern gar nicht zum Einsatz kam, geht die heutige Forschung davon aus, dass es möglicherweise das Regiments-Feldzeichen (Adler) des französischen  1. Marineartillerie-Regiments war, das Timm erbeutete, auch wenn dieses traditionell einem nicht namentlich bekannten Angehörigen des Litthauischen Dragonerregiments zugeschrieben worden war.
Der Adler wurde 1816 in der Garnisonkirche (Potsdam) aufgestellt und verschwand dort mit den anderen französischen Feldzeichen im Juli 1919, um einer Auslieferung an Frankreich zuvorzukommen.
Timm wurde am 8. Dezember 1813 mit dem Eisernen Kreuz II. Klasse ausgezeichnet und später zum Unteroffizier befördert. Er nahm mit dem Regiment am weiteren Feldzug bis nach Paris teil.
Nach der Demobilisierung des Regiments lebte er in Neustrelitz, wo er eine Ehrenpension erhielt.

## Erinnerung

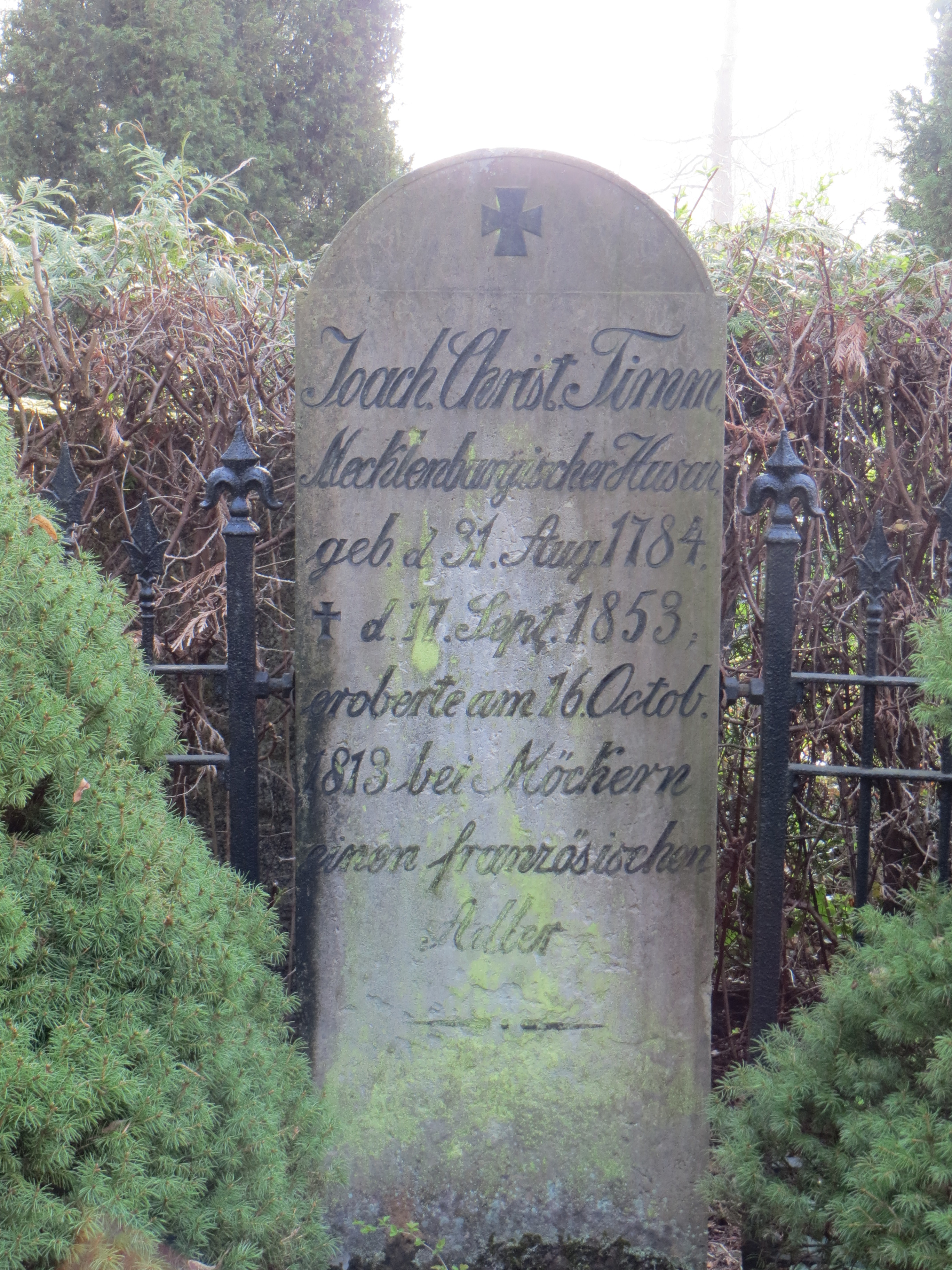
Grabstein Friedhof Neustrelitz

Großherzogin Marie stiftete Timms Grabstein auf dem Friedhof Neustrelitz.
Im Besitz von Herzog Georg zu Mecklenburg (1824–1876) auf Schloss Remplin befanden sich eine Reihe von Husarenbildern des Malers Wisniewski, von denen eines Husar Timm nimmt den französischen Adler zu Möckern zeigte. Die Bilder wurden 1863 zur Jubiläumsfeier in Neustrelitz ausgestellt. Ihr weiteres Schicksal liegt im Dunkeln, vermutlich verbrannten sie 1940 mit dem Schloss.
Ebenfalls 1863 ausgestellt war ein großes Gemälde aus großherzoglichem Besitz Husar Timm mit dem eroberten franz. Adler bei Möckern. Ein Gemälde des Berliner Schlachtenmalers Raymond de Baux (1785–1862) Die eroberte französische Standarte kam 2000 in einem Hamburger Auktionshaus zur Versteigerung.
In Neustrelitz erinnert eine am 19. Oktober 1924 enthüllte Plakette an seinem Wohnhaus in der Glambecker Nebenstraße an Timm.